# Lijst van beelden in Zuidplas
Dit is een (onvolledige) lijst van beelden in Zuidplas. Onder een beeld wordt hier verstaan elk driedimensionaal kunstwerk in de openbare ruimte van de Nederlandse gemeente Zuidplas, waarbij beeld wordt gebruikt als verzamelbegrip voor sculpturen, standbeelden, installaties, gedenktekens en overige beeldhouwwerken.
Voor een volledig overzicht van de beschikbare afbeeldingen zie de categorie Commons:Category:Sculptures in Zuidplas op Wikimedia Commons.

## Moerkapelle
| Geplaatst | Omschrijving                          | Kunstenaar      | Straat                 | Plaats      | Materiaal | Afbeelding |
| --------- | ------------------------------------- | --------------- | ---------------------- | ----------- | --------- | ---------- |
| 1973      | Slagturver                            | Toon Hendriksen | Raadhuisplein          | Moerkapelle |           |            |
| 1975      | Moerkapelle ontworsteld aan het water | onbekend        | Hollevoeterlaan        | Moerkapelle |           |            |
| 2009      | Triade: Terra                         | Jos Hachmang    | Jhr. van der Welstraat | Moerkapelle |           |            |

## Moordrecht
| Geplaatst | Omschrijving                                     | Kunstenaar                     | Straat                                  | Plaats     | Materiaal | Afbeelding |
| --------- | ------------------------------------------------ | ------------------------------ | --------------------------------------- | ---------- | --------- | ---------- |
| 1988      | Gerrit Lalleman                                  | John Vijgenboom                | Kerkplein                               | Moordrecht |           |            |
| 1990      | Meisje met vink                                  | Roel Bendijk                   | Kerkplein 12                            | Moordrecht | brons     |            |
| 1990      | Symbol to time                                   | Peter Tredgett                 | Drost-IJsermanpark                      | Moordrecht | brons     |            |
| 2006      | Monument voor de eerste generatie Molukkers      | Sias Fanoembi                  | Koningin Julianastraat bij 91           | Moordrecht | brons     |            |
| 2008      | De Smid                                          | Rob Stolk, beeldend kunstenaar | De Smidse                               | Moordrecht |           |            |
| 2013      | Boom                                             | Deborah Asuni & Bas J. de Wit  | Oudersvrucht 1, (obs Ixieje)            | Moordrecht |           |            |
| 2020      | Sculptuur van restanten van de Oude Snelle Sluis | Ron van Savoyen                | Drost-IJsermanpark                      | Moordrecht | ijzer     |            |
| onbekend  | AVL-men                                          | Atelier Van Lieshout           | Centrumbaan 960 (De IJssel Coatings)    | Moordrecht | kunststof |            |
| onbekend  | Drost-IJserman, Moerdregt sculptuur              | onbekend                       | Drost-IJsermanpark                      | Moordrecht | baksteen  |            |
| onbekend  | Touwdraaier                                      | Aad de Wit                     | Drost-IJsermanpark                      | Moordrecht | brons     |            |
| onbekend  | Keramisch paard (?)                              | onbekend                       | Oudersvrucht 7, (pcbs Meester Lalleman) |            |           |            |

## Nieuwerkerk aan den IJssel
| Geplaatst      | Omschrijving                                | Kunstenaar                                             | Straat | Plaats                     | Materiaal | Afbeelding |
| -------------- | ------------------------------------------- | ------------------------------------------------------ | --- | -------------------------- | --------- | ---------- |
| 1945           | Monument bij Algemene begraafplaats         | Firma P.J.M. van Stokkum                               | Kerklaan | Nieuwerkerk aan de IJssel  |           |            |
| 1965           | Christusmonogram met vissen (gevelornament) | Henk Tieman De Porceleyne Fles (Delft)                 | J.A. Beijerinkstraat 53, (Nieuwe Kerk)                                                                      |                            |           |            |
| 1966           | Kinderen met speelgoed                      | Henk Tieman                                            | Van Beethovenlaan 31 (Elimschool, in de hal)                                                                | keramiek                   |           |            |
| 1973           | De Hoeksteen                                | Ineke van Dijk                                         | Oorspronkelijke locatie is schoolgebouw Lelystraat (inmiddels verwijderd)nu in de Oudheidkamer 's-Gravenweg | Nieuwerkerk aan den IJssel |           |            |
| 1982           | Polderjongen                                | Niek van Leest                                         | Parallelweg Zuid, nabij Gele Brug/Dorpsstraat                                                               | Nieuwerkerk aan den IJssel |           |            |
| 1983           | A. Evegroen - Dubbeltje op zijn kant        | Roel Bendijk                                           | tegenover Groenendijk 127                                                                                   | Nieuwerkerk aan den IJssel |           |            |
| 1986           | onbekend                                    | Kind - Montessori (gevelornament, mozaïek van kiezels) | Schoolstraat 2 (Montessorischool)                                                                           |                            |           |            |
| 1998           | Indië-monument                              | Skledar & Brandwijk b.v.                               | Kerklaan 42                                                                                                 | Nieuwerkerk aan de Ijssel  |           |            |
| 2009, november | De stenenkruister                           | Loek Bos                                               | Batavierlaan, vlak bij NS                                                                                   | Nieuwerkerk aan den IJssel |           |            |

## Oud Verlaat
| Geplaatst | Omschrijving | Kunstenaar   | Straat    | Plaats      | Materiaal | Afbeelding |
| --------- | ------------ | ------------ | --------- | ----------- | --------- | ---------- |
| 2009      | Triade: Aqua | Jos Hachmang | Strandweg | Oud Verlaat |           |            |

## Zevenhuizen
| Geplaatst | Omschrijving                                  | Kunstenaar                     | Straat                                        | Plaats      | Materiaal | Afbeelding |  |
| --------- | --------------------------------------------- | ------------------------------ | --------------------------------------------- | ----------- | --------- | ---------- |  |
| 1975      | Slagturver                                    | Gerard Logman                  | Burg. Boerstraat                              | Zevenhuizen |           |            |  |
| 1995      | Spiegeling naar de toekomst (oorlogsmonument) | Corry Ammerlaan-van Niekerk    | Tweemanspolder / Korenmolengat                | Zevenhuizen |           |            |  |
| 2009      | Triade: Flora                                 | Jos Hachmang                   | Kerkepad                                      | Zevenhuizen |           |            |  |
| onbekend  | speelplastiek                                 | Frans en Truus van der Veld ?? | Zaagmolenpad 1 (Obs 't Reigerbos schoolplein) |             |           |            |  |